# Sadko (Repin)
Sadko (em russo:  Садко) é uma pintura a óleo sobre tela de 1876 do pintor e escultor russo Ilia Repin (1844-1930) tendo sido pintada em Paris durante a visita de estudo de Repin.
A pintura que representa uma das aventuras do herói mitológico russo Sadko foi comprada por Grão-Duque Alexandre (o futuro Imperador Alexandre III), encontrando-se actualmente no Museu Estatal Russo em S. Petersburgo.

## História
Em 1872, pela obra Ressurreição da filha de Jairo, Repin recebeu uma medalha de ouro e uma bolsa de 6 anos para estudo em Itália e França, para completar o estudo artístico, tendo iniciado a viagem em 1873 como bolseiro da Academia.
Em Paris, em 1874, Repin visitou a primeira exposição de impressionistas, tendo considerado a exposição interessante em termos de técnica mas não quis seguir as pisadas daquele movimento artístico.
Sadko foi uma resposta velada ao trabalho dos impressionistas franceses. O artista escreveu ao crítico V. V. Stasovː
«Informo-o, no mais profundo segredo, o tema do meu próximo quadro: O rico convidado Sadko no fundo do mar; o Rei do Mar mostra-lhe uma noiva. A pintura é a mais fabulosa, desde a arquitetura até às plantas, e à comitiva do rei.»

Repin pintou o quadro baseando-se na história épica de Sadko, na Novogárdia. O artista retratou o momento em que, sob ordem do Rei do Mar, Sadko escolhe uma esposa entre as donzelas do mar, apresentadas sob a forma de belezas estrangeiras. Na visão de Repin elas representam diferentes países e povos, mas Sadko escolhe uma que está na parte de trás, a russa Chernava. O próprio artista escreveuː
«Ela (a pintura) expressa a minha ideia da situação actual e, talvez, a situação da arte russa.»

O modelo para Sadko foi Viktor Vasnetsov, enquanto Repin era convidado em Paris para se reunir com a vida artística francesa. Esforçou-se para a obra ter a máxima credibilidade, tendo estudado o atlas marítimo do mundo, fez esboços da vida marinha na Normandia, viajou para Berlim onde visitou o aquário marinho, observou o Crystal Palace, em Londres. Para a formação da imagem do Rei dos Mares ajudaram as impressões do artista do magnífico entretenimento dos salões europeus.
Repin apresentou Sadko no Salão de Paris em 1876, mas apesar da tela não ter sido bem recebida, tornou-se famosa na Rússia. Foi comprada pelo duque Grande-Duque Alexandre, o futuro imperador Alexandre III. No mesmo ano, Ilia Repin recebeu o título de académico.

## Gаlеria de obras preparatórias

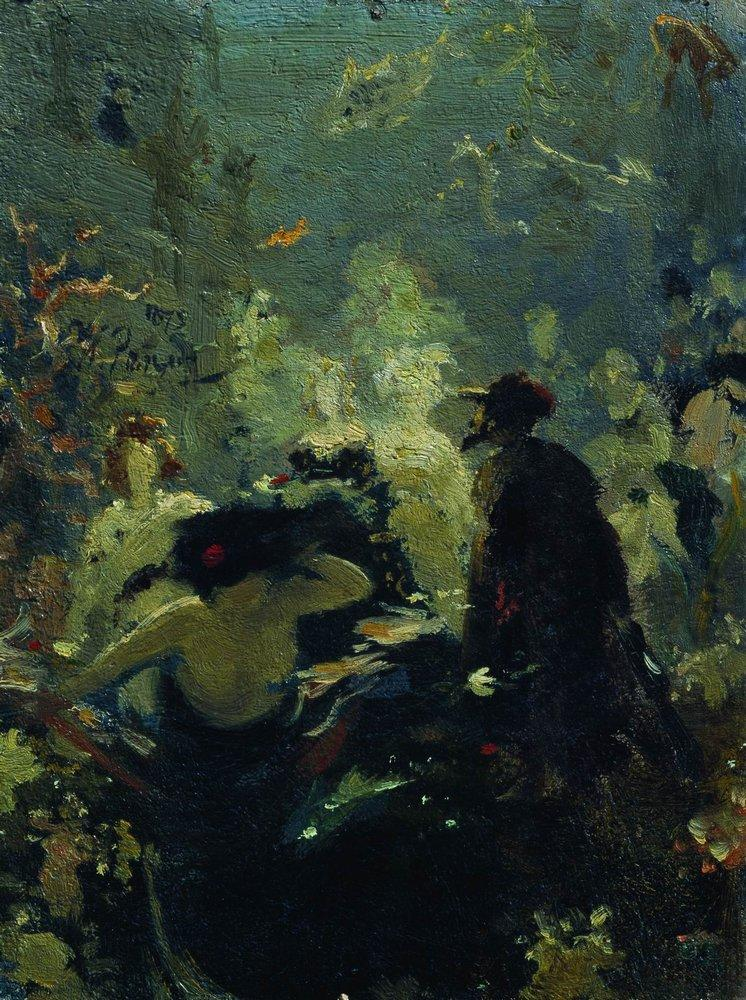
Sadko no reino submarino (1875), Óleo sobre cartão. 22,5 × 17 cm, Galeria Tretyakov, Moscovo. Esboço para o quadro do mesmo nome.
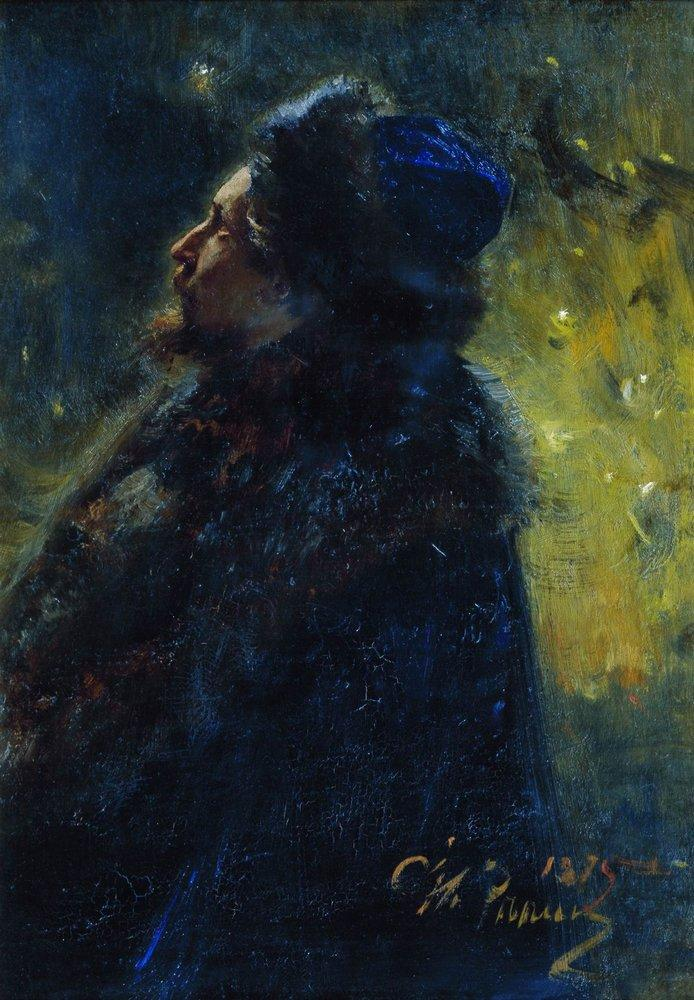
Retrato do artista Victor Vasnetsov (1875). Óleo sobre tela. 73,5 × 64 cm. Galeria Tretyakov, Moscovo. Estudo para a pintura Sadko.
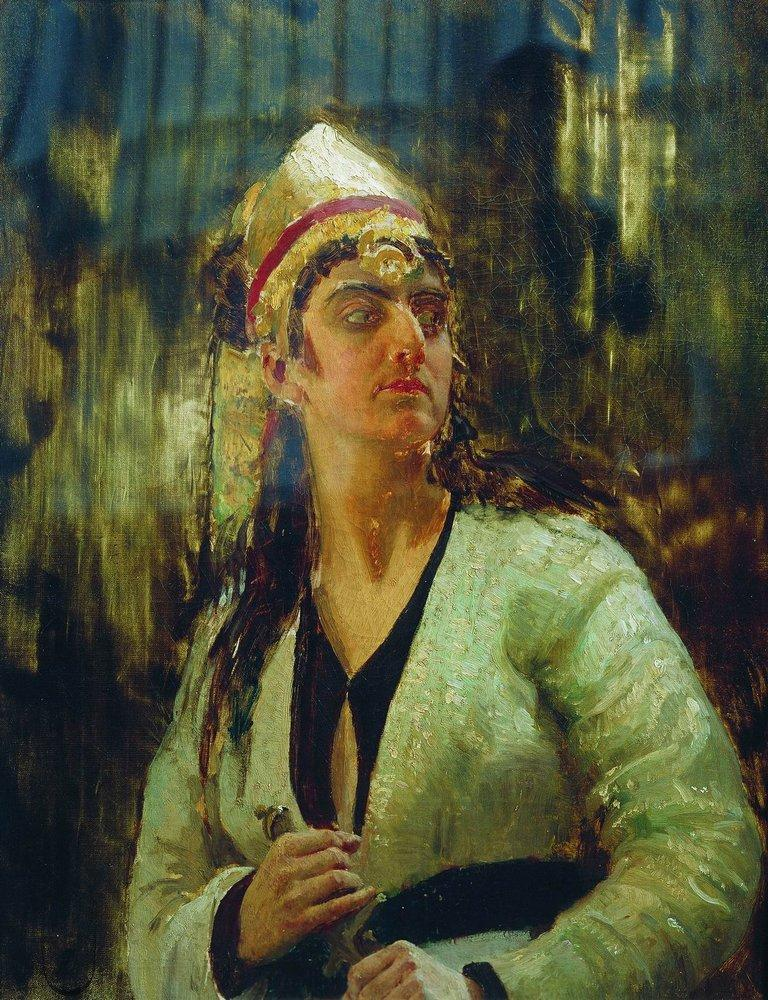
Mulher com punhal (Década de 1870). Óleo sobre tela. 81 × 64,7 cm. Museu de Arte Regional, Tula. Estudo para a pintura Sadko.
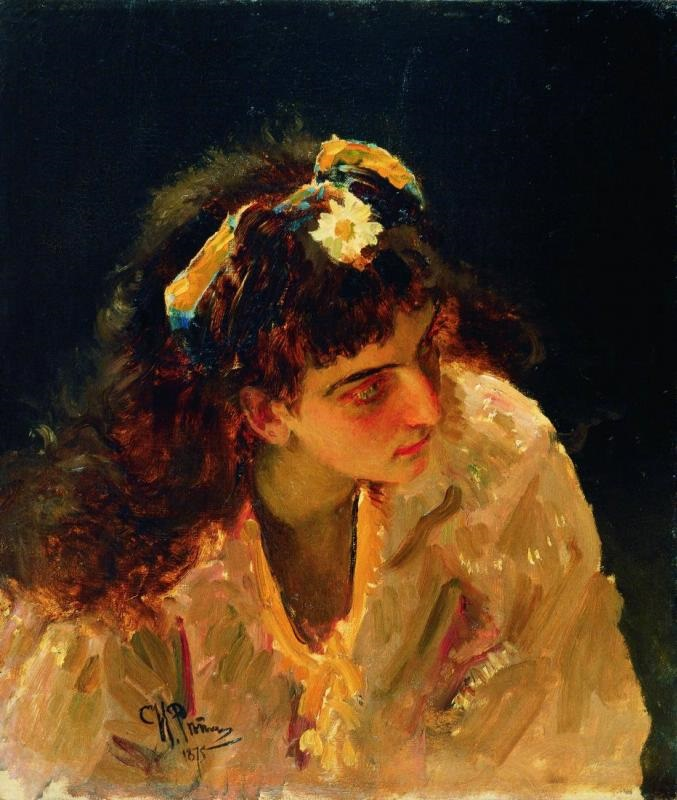
Beleza indiana. Óleo sobre tela. 54 × 46 cm. Casa Museu Vasily Polenov. Estudo para a pintura Sadko.